# جايسون دونيلي
جايسون دونيلي (بالإنجليزية: Jason Donnelly)‏ هو لاعب دوري الرغبي نيوزيلندي، ولد في 28 يونيو 1970 في كرايستشرش في نيوزيلندا.